# 1013 w literaturze
Wydarzenia literackie w 1013 roku.

## Urodzili się
- Abu al-Walid al-Baji, muzułmański poeta (zm. 1081)
- Izaak Alfasi, żydowski filozof (zm. 1103)
- Herman z Reichenau, niemiecki zakonnik, kronikarz i poeta (zm. 1054)
- Abu Saeed Mubarak Makhzoomi, muzułmański teolog (zm. 1119)

## Zmarli
- Al-Bakillani, muzułmański teolog i filozof (ur. ok. 940)
- Ibn al-Faradi, muzułmański historyk i encyklopedysta (ur. 962)